# Berge (Espagne)
Pour les articles homonymes, voir Berge (homonymie).
Berge est une commune d’Espagne, dans la province de Teruel, communauté autonome d'Aragon comarque de Bajo Aragón.